# 스포츠 사회학

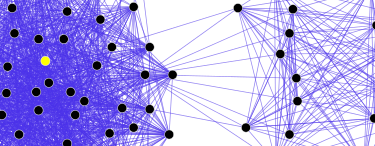
소녈 네트워크 망

스포츠사회학, 교대로 지칭 스포츠 사회학, 하위 분야의 사회학에 초점을 맞추고 있는 스포츠 사회 현상이다. 다양한 사회문화 구조와 패턴, 조직 또는 그룹이 함께 참여 스포츠의 영역에 대한 연구이다.
많은 관점을 통해 스포츠를 볼 수 있다. 따라서 프로 vs 아마추어, 대중 vs 최상위, 능동적인 관중 vs 수동적인 관중, 남자 vs 여자, 스포츠 vs 놀이(조직화되고 제도화된 활동의 반대)와 같은 몇 가지 이진 분야가 강조된다. 여성주의자 또는 다른 반사적이고 전통적인 패러다임에 따라 스포츠는 때때로 다양한 사람들의 집단적 관심의 중심에서의 활동으로서, 경쟁적인 활동으로 연구된다.
대부분의 선사 시대의 사회에서, 스포츠에서 여성과 남성의 성 역할은 어린 나이에 강화되었다. 스포츠를 둘러싼 사회학은 남성들이 경쟁할 수 있을 때, 스포츠가 여성들에게는 너무 남성적이고, 비동력적인 게임을 하도록 장려된다는 생각을 강요했다. 스포츠와 게임의 영향은 어린 아이들이 어른이 될 수 있도록 준비시키는 것이었다. 스포츠 사회에서 남자와 여자의 역할의 구분은 미디어와 성 정체성을 통해 표현된다. 미디어에서 스포츠 시청률은 성별에 따라 다르다. 남성 스포츠는 미디어와 여성 스포츠에서 더 두드러지며 스포츠 방송은 다양하다. 전미 대학 체육 협회(NCAA) 뉴스 (텍스트 및 텍스트 공간은 여성보다 남성 스포츠의 2 : 1 범위보다 큼)는 여성 운동 선수보다 2 : 1 남성 선수이다. 남성의 경우 스포츠는 일반적으로 축구, 하키, 야구, 농구, 프로레슬링 및 권투을 포함하며, 여성 스포츠는 피겨 스케이팅, 체조, 스키 및 다이빙이 대표적이다. 각각의 성별을 위한 스포츠에는 차이가 있는데 남성 스포츠는 통제적이고, 전투적인 조화를 포함하는 한편 여성 스포츠는 덜 공격적이고, 더 개인적이고, 세련됐다. 남성 스포츠에 참여하는 것은 여성의 성 정체성 갈등을 유발하며, 여성 스포츠에 참여하는 것은 남성의 성 정체성 갈등을 일으킨다.
스포츠의 사회학의 등장은 19세기 말 경쟁과 페이스의 그룹 효과를 다루는 최초의 사회 심리학 실험이 시작된 때로 거슬러 올라간다. 문화 인류학과 인간 문화 게임에 대한 관심 외에도보다 일반적인 방식으로 스포츠를 생각하는 첫 번째 시도 중 하나는 요한 하위징하의 호모루덴스 또는 소스타인 베블런의 유한계급론이다. 1970년에 스포츠 사회학은 조직적이고 합법적인 연구 분야로 주목을 받았다. 스포츠의 북미 사회학회는 그 분야를 연구할 목적으로 1978년 설립되었다. 연구 저널인 사회학 스포츠 저널은 1984년에 설립되었다.
오늘날 대부분의 스포츠 사회학자들은 스포츠와 사회의 관계를 정의하는 네 가지 필수 이론, 즉 구조적 기능주의, 갈등 이론, 비판적 이론, 상징적 상호 작용 등을 파악한다.

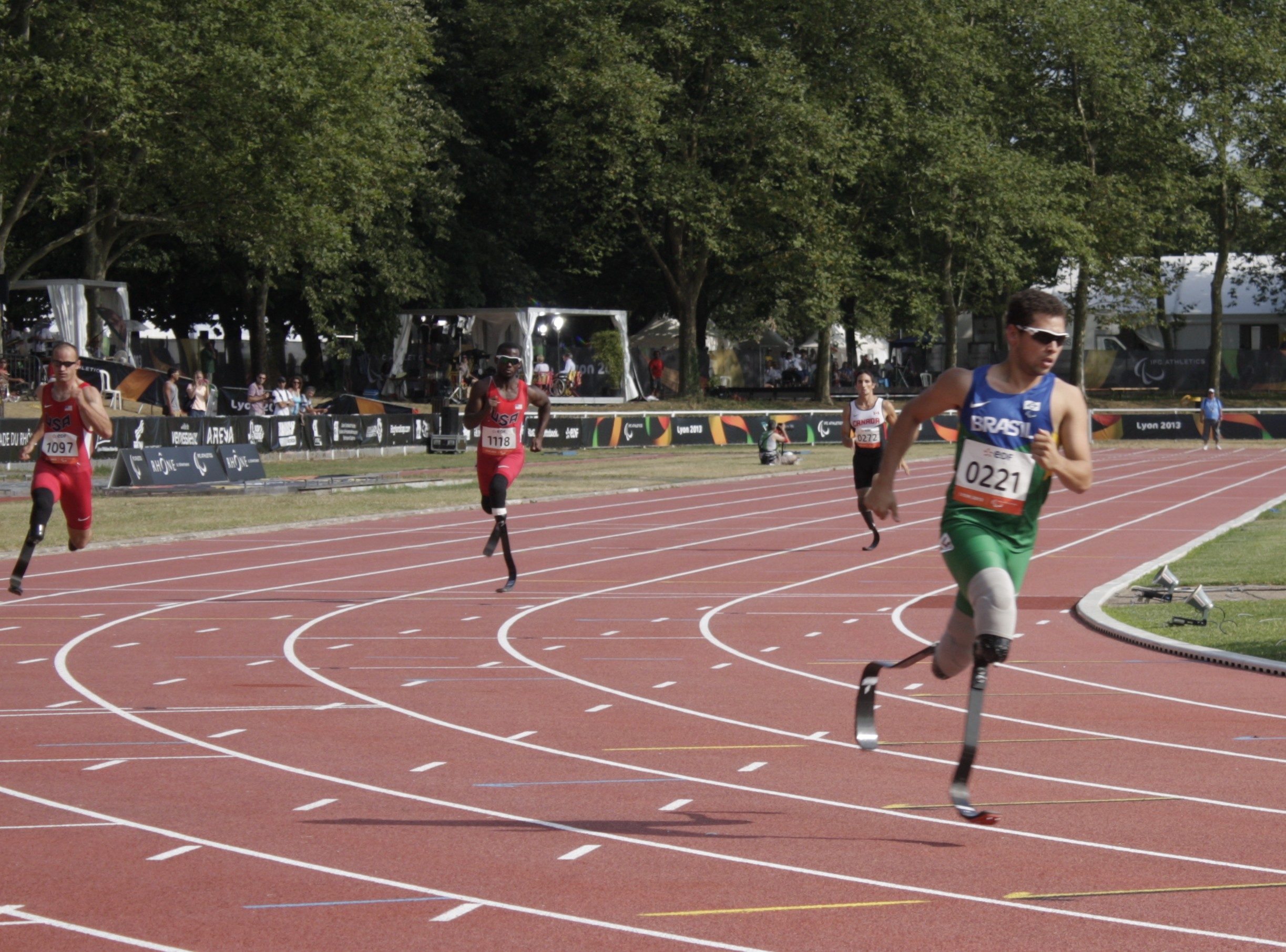

## 대체 관점
스포츠:측정 시간의 감옥'의 장 마리 브룸은 세뇌와 복종의 도구로서의 조직화된 스포츠에 대한 마르크스주의적 비평을 보여 준다.

## 같이 보기
- 스포츠의 역사
- 여성 스포츠
- Anti-jock movement
- PCS
- 해리 에드워드

## 참고 도서 목록
- Bourdieu, Pierre (1993). 어떻게 하면 스포츠 팬이 될 수 있을까? (How can one be a sports fan?). 런던 : 문화 연구 리더, During, S. (ed.). pp. 339–355. ISBN 0-415-07708-7. OCLC 2881834
- Cashmore, Ernest (2000). 스포츠 문화(Sports Culture: An A-Z Guide). 런던, 영국; 뉴욕: 로틀지. ISBN 0-415-18169-0. OCLC 41548336
- Coakley, Jay J. (2004). 사회의 스포츠: 이슈와 논란 (Sport in Society: Issues and Controversies )(8th ed.). 보스턴, MA: McGraw-Hill. ISBN 0-07-255657-9. OCLC 51631598
- Collins, Michael F. and Tess Kay (2003). 스포츠와 사회적 제외(Sport and Social Exclusion). 런던: 로틀지. ISBN 0-415-25959-2. OCLC 51527713 - 가난, 나이, 민족성, 성별 등 스포츠 참여를 배제하는 사회적 요소들이 어떻게 되는지를 평가한다.
- Danielson, Michael N. (1997). 홈팀:프로 스포츠와 미국 메트로폴리스(Home Team: Professional Sports and the American Metropolis). 스핀스턴, 뉴저지: 프린스턴 대학 출판부. ISBN 0-691-03650-0. OCLC 35397761
- Dunning, Eric and Dominic Malcolm (editors) (2003). 스포츠: 사회학의 중요 개념(Sport: Critical Concepts in Sociology). 런던, 영국; 뉴욕,: 로틀지. ISBN 0-415-26292-5. OCLC 51222256
- Dyck, Noel (2000). 게임, 스포츠와 문화(Games, Sports and Cultures). 옥스포드: 버그. ISBN 1-85973-312-3. OCLC 44485325
- Dunleavy, Aidan O.; Andrew W. Miracle & C. Roger Rees (1982). 스포츠 사회학에 관한 연구(Studies in the Sociology of Sport). 포트 워스: 텍사스 크리스찬 대학 출판부. ISBN 0-912646-78-0. OCLC 8762539
- Eitzen, D. Stanley and George Harvey Sage (2003). 북미 스포츠 사회학(Sociology of North American Sport) (7th ed.). 보스턴, MA: McGraw-Hill. ISBN 0-07-235400-3. OCLC 49276709
- Giulianotti, Richard (2005). 스포츠: 비판적 사회학(Sport: A Critical Sociology). 옥스포드, 영국; 마르덴, MA: Polity. ISBN 0-7456-2545-2. OCLC 56659449
- Giulianotti, Richard (2004). 스포츠와 현대 사회 이론(Sport and Modern Social Theorists). 뉴욕, : 펄그레이브 Macmillan. ISBN 0-333-80078-8. OCLC 55095622
- Guttmann, Allen (2004). 리듬에서 레코드까지:모던 스포츠의 본질(From Ritual to Record: The Nature of Modern Sports) (Updated with a new afterword ed.). 뉴욕: 콜럼비아 대학 출판부. ISBN 0-231-13341-3. OCLC 54503875
- Guttmann, Allen (1994). 게임과 엠파이어. 근대 스포츠 문화 체험(Games and Empires. Modern Sports and Cultural Imperialism). 뉴욕: 콜럼비아 대학 출판부. ISBN 0-231-10042-6. OCLC 30036883
- Heywood, Leslie, and Shari L. Dworkin (2003). 우승을 위해 지어진 여성 스포츠(Built to Win: The Female Athlete as Cultural Icon). 미니에폴리스 : 미니에폴리스 대학 출판부. ISBN 0-8166-3623-0. OCLC 51304091
- Houlihan, Barrie (editor) (2003). 스포츠와 사회: 학생 소개(Sport and Society: A Student Introduction). 런던, 영국; Thousand Oaks, CA: Sage Publications. ISBN 0-7619-7033-9. OCLC 52460691
- Jarvie, Grant & Maguire, Joseph (1994). 사회적 사고에서의 스포츠와 여가(Sport and Leisure in Social Thought). 런던: 로틀지. ISBN 0-415-07703-6. OCLC 30030487
- Jarvie, Grant (2006). 스포츠, 문화와 사회:소개(Sport, Culture and Society. An Introduction). 런던: 로틀지. ISBN 0-415-30647-7. OCLC 60650865
- Jay, Kathryn (2004). 단순한 게임 이상의 것:1945년 이후 미국인의 삶 속의 스포츠(More than just a Game: Sports in American Life since 1945). 뉴욕: 컬럼비아 대학 출판부. ISBN 0-231-12534-8. OCLC 54503879
- Johnson, Jay and Margery Jean Holman (2004). 팀 만들기:스포츠의 세계에서 시작하는 것(Making the Team: Inside the World of Sport Initiations and Hazing). 토론토, 캐나다: 캐나다 대학 출판부. ISBN 1-55130-247-0. OCLC 55973445
- Jones, Robyn L.; Armour, Kathleen M. (2000). 스포츠 사회학:이론과 실천(Sociology of Sport: Theory and Practice). 하로우, 에섹스, 영국: 롱맨. ISBN 0-582-41912-3. OCLC 46486583
- Laker, Anthony (2002). 스포츠와 체육의 사회학:입문서(The Sociology of Sport and Physical Education: An Introductory Reader). 런던, 영국; 뉴욕, : 로틀지파머. ISBN 0-415-23593-6. OCLC 46732587
- Lenskyj, Helen Jefferson (2003). 바깥세상:성, 스포츠 그리고 이성애자들(Out on the Field: Gender, Sport and Sexualities). 토론토:여성 출판부
- Loland, Sigmund,; Skirstad, Berit; Waddington, Ivan (2006). 스포츠의 통증 및 부상: 사회 윤리 분석(Pain and Injury in Sport: Social and Ethical Analysis). 런던, 영국; 뉴욕: 로틀지. ISBN 0-415-35703-9. OCLC 60453764
- Maguire, Joseph A. (2002). 스포츠의 세계: 사회학적 관점(Sport Worlds: A Sociological Perspective). 캠페인, IL: Human Kinetics. ISBN 0-88011-972-1. OCLC 48162875
- Joseph A. Maguire; Kevin Young, eds. (2002). 이론, 스포츠 & 사회(Theory, Sport & Society). 암스테르담, 네덜란드; 보스턴, MA: JAI. ISBN 0-7623-0742-0. OCLC 48837757
- Nixon, Howard L. (2008). 변화하는 세계의 스포츠(Sport in a Changing World.) 보울더, CO: 패러다임 출판사. ISBN 978-1-59451-442-5. OCLC 181368766
- Scambler, Graham (2005). 스포츠와 사회: 역사, 권력 그리고 문화(Sport and Society: History, Power and Culture). 마이덴헤드, 영국; 뉴욕: 오픈 대학 출판부. ISBN 0-335-21071-6. OCLC 58554471
- Scraton, Sheila and Anne Flintoff (2002). 성과 스포츠(Gender and Sport: A Reader). 런던, 영국; 뉴욕: 로틀지. ISBN 0-415-25952-5. OCLC 47255389
- Sugden, John Peter and Alan Tomlinson (2002). 파워 게임: 스포츠의 중요 사회학(Power Games: A Critical Sociology of Sport). 런던, 영국; 뉴욕: 로틀지. ISBN 0-415-25100-1. OCLC 50291216
- Tomlinson, Alan (2005). 스포츠와 레저 문화(Sport and Leisure Cultures). 미네아폴리스, MN: 미네소타 대학 출판부. ISBN 0-8166-3382-7. OCLC 57000964
- Tomlinson, Alan and Christopher Young (2006). 국가 정체성 및 글로벌 스포츠 이벤트: 올림픽과 축구 월드컵의 문화, 정치, 스포츠(National Identity and Global Sports Events: Culture, Politics, and Spectacle in the Olympics and the Football World Cup). 올버니, 뉴욕: 뉴욕 주립대학교 출판부. ISBN 0-7914-6615-9. OCLC 57349033
- Waddington, Ivan (2000). 스포츠, 건강과 마약: 중요 사회학적 관점(Sport, Health and Drugs: A Critical Sociological Perspective). 런던, 영국; 뉴욕: E & FN Spon. ISBN 0-419-25190-1. OCLC 42692125
- Woods, Ron B. (2007). 스포츠의 사회적 이슈(Social Issues in Sport). 캠페인, IL: Human Kinetics. ISBN 0-7360-5872-9. OCLC 70673116
- Yiannakis, Andrew and Merrill J. Melnick (2001). 스포츠 사회학의 현대적 과제(Contemporary Issues in Sociology of Sport)(Revised ed.). 캠페인, IL: Human Kinetics. ISBN 0-7360-3710-1. OCLC 45207842
- Young, Kevin and Kevin B. Wamsley (2005). 글로벌 올림픽: 근대 경기의 역사적 사회학적 연구(Global Olympics: Historical and Sociological Studies of the Modern Games). 암스테르담, 네덜란드; 옥스포드, 영국: 엘세비어. JAI. ISBN 978-0-7623-1181-1. OCLC 62133166
- Young, Kevin and Philip White (2007). 캐나다에서의 스포츠와 성별(Sport and Gender in Canada) (2nd ed.). 던밀스, ON: 옥스포드 대학 출판부. ISBN 0-19-541987-1. OCLC 70062619